# Флюлі
Флюлі (нім. Flühli) — громада  в Швейцарії в кантоні Люцерн, виборчий округ Ентлебух.

## Географія
Громада розташована на відстані близько 45 км на схід від Берна, 29 км на південний захід від Люцерна.
Флюлі має площу 108,2 км², з яких на 2,5% дозволяється будівництво (житлове та будівництво доріг), 44,5% використовуються в сільськогосподарських цілях, 38,2% зайнято лісами, 14,7% не є продуктивними (річки, льодовики або гори).

## Демографія
2019 року в громаді мешкало 1929 осіб (+1,8% порівняно з 2010 роком), іноземців було 17,7%. Густота населення становила 18 осіб/км².
За віковим діапазоном населення розподілялося таким чином: 21,9% — особи молодші 20 років, 60,3% — особи у віці 20—64 років, 17,8% — особи у віці 65 років та старші. Було 711 помешкань (у середньому 2,3 особи в помешканні).
Із загальної кількості 1098 працюючих 250 було зайнятих в первинному секторі, 138 — в обробній промисловості, 710 — в галузі послуг.